# Геолошки топографски институт САД
Геолошки топографски институт Сједињених Држава (енгл. United States Geological Survey, USGS) је научна агенција Савезне владе Сједињених Америчких Држава. Научници института се баве изучавањем рељефа Сједињених Држава, његових природних богатстава и природних катастрофа које их угрожавају. Деловање је организовано у четиру главне научне дисциплине, биологији, географији, геологији и хидрологији. Ова организација се бави сакупљањем чињеница и нема никакве одговорности за доношење прописа.
Организационо је део Департмента унутрашњих послова Сједињених Држава, и једина је научна агенција тог департмента. Запошљава отприлике 10.000 особа, седиште јој се налази у Рестону у америчкој савезнох држави Вирџинији, а главне испоставе су у Денверу у Колораду и Менло Парку у Калифорнији.